# Richard Heron Anderson
Richard Heron Anderson (Condado de Sumter, 7 de outubro de 1821 — Beaufort, 26 de junho de 1879) foi um oficial de carreira do Exército dos Estados Unidos, lutando com distinção na Guerra Mexicano-Americana. Serviu também como general confederado durante a Guerra Civil Americana, lutando no Teatro oriental do conflito e, mais notadamente durante a Batalha de Spotsylvania Court House em 1864. Anderson era também conhecido por sua humildade.

## Juventude e carreira
Anderson nasceu na High Hills of Santee em Borough House Plantation (Hill Crest), perto da cidade de Stateburg localizada no Condado de Sumter, Carolina do Sul. Era filho do Dr. William Wallace Anderson e de sua esposa, Mary Jane Mackensie, e neto do herói da Guerra da Independência dos Estados Unidos e homônimo, Richard Anderson.
Anderson se formou em 40º lugar entre os 56 cadetes da Academia Militar dos Estados Unidos em julho de 1842, e foi promovido a segundo-tenente no 1º Regimento de Cavalaria. Serviu na escola da cavalaria para adquirir prática no Carlisle Barracks em Carlisle, Pensilvânia, em 1842. Anderson passou o ano de 1843 em serviço na fronteira do Oeste americano, servindo inicialmente em Little Rock, Arkansas, e, em seguida, de plantão na guarnição dos fortes Gibson e Washita, ambos localizados no Território Indígena. Seu regimento escoltou os agentes indígenas dos Estados Unidos até o rio Vermelho em 1843, e depois retornou para o Forte Washita, permanecendo lá até 1844. Anderson foi promovido a segundo-tenente em 16 de julho de 1844, e serviu no Forte Jesup, Louisiana, de 1844 até 1845. Seu regimento, em seguida, juntou-se à expedição para a ocupação militar do Texas, em 1845, e Anderson esteve no serviço de recrutamento em 1846.
Na Guerra Mexicano-Americana, Anderson participou do Cerco de Veracruz em março 1847 e, em seguida, de escaramuças perto de La Hoya em 9 de junho. Lutou na Batalha de Contreras em 19 de agosto, e em escaramuças perto de San Agustin Altapulco no dia seguinte, e na Batalha de Molino del Rey em 8 de setembro. Por bravura durante os combates, perto de San Agustin, foi promovido ao posto de primeiro-tenente a partir de 17 de agosto. Anderson participou também da luta para capturar a Cidade do México de 12 a 14 de setembro.
Depois do México, Anderson foi promovido a primeiro-tenente no 2º Regimento de Cavalaria, em 13 de julho de 1848, e esteve novamente no serviço de recrutamento em 1849. Retornou e permaneceu no Carlisle Barracks de 1849 a 1850, e depois participou mais uma vez do recrutando até 1852. Em seguida serviu na fronteira em várias instalações no Texas, incluindo o Forte Graham de 1852 a 1853, o Forte McKavett de 1853 a 1854, em San Antonio, em 1854, e no Forte McKavett em 1855. Foi promovido a capitão em 3 de março de 1855, e esteve baseado no Forte Riley, Kansas, de 1855 a 1856. Anderson estava ainda servindo no Kansas durante os problemas de fronteira de 1856 e 1857, e depois fez sua última passagem por Carlisle Barracks em 1858. Participou da Guerra de Utah de 1858 e 1859, e esteve de plantão no Forte Kearny, Nebraska, de 1859 a 1861.

## Guerra Civil
Anderson optou por seguir seu estado natal e a causa confederada, e pediu desligamento do Exército dos Estados Unidos (aceito em 3 de março de 1861) para integrar o Exército confederado. Anderson aceitou uma patente de coronel no 1º Regimento de Infantaria da Carolina do Sul a partir de 28 de janeiro. Recebeu o comando da área do porto de Charleston após a captura do Forte Sumter naquele abril. Foi promovido a general de brigada em 19 de julho e transferido para Pensacola, Flórida, onde foi ferido no cotovelo esquerdo durante a Batalha da Ilha de Santa Rosa em 9 de outubro.
Depois de se recuperar, Anderson juntou-se ao Exército Confederado do Potomac em fevereiro de 1862 (que mais tarde, na primavera, foi absorvido pelo Exército da Virgínia do Norte) como  comandante de brigada. Durante a Campanha da Península, distinguiu-se na Batalha de Williamsburg em maio, durante a Batalha de Seven Pines, e nas Batalhas dos Sete Dias em junho e julho. Em Glendale, assumiu o comando temporário da divisão do major-general James Longstreet. Devido ao sua excelente desempenho na Península, foi promovido a major-general em 14 de julho de 1862, e recebeu o comando da ex-divisão do general Benjamin Huger. Como parte do corpo de exército de Longstreet, Anderson lutou na Segunda Batalha de Bull Run. Sua divisão envolveu a última linha defensiva da União próximo a Henry House Hill, mas o sol estava começando a se por e ele não insistiu no ataque.
Durante a Campanha de Maryland, a divisão do general Cadmus Wilcox foi adicionada ao comando de Anderson. Na Batalha de Antietam em setembro de 1862, ele estava no comando geral da posição conhecida como Sunken Road ("estrada  afundada"), ou Bloody Lane ("Alameda Sangrenta"), no centro da defesa da Confederação. Foi ferido na coxa e deixou a batalha (o brigadeiro sênior, Roger Atkinson Pryor, assumiu seu posto) sem o qual sua divisão começou a perder força e, posteriormente, sucumbiu aos ataques pelos flancos da União que os expulsaram de sua posição. Na Batalha de Fredericksburg, naquele dezembro, a sua divisão não esteve seriamente envolvida.
Durante a Batalha de Chancellorsville em maio de 1863, quando atuou sem o comando de Longstreet (porque Longstreet estava de prontidão perto de Suffolk, Virgínia, na época), Anderson pressionou a União pelo flanco esquerdo, enquanto que o tenente-general Thomas J. "Stonewall" Jackson atacou pelo direito. Anderson e o major-general Lafayette McLaws deixaram a linha de batalha principal em 3 de maio, e se deslocaram em direção ao leste para verificar o avanço do VI Corpo de exército da União comandado pelo major-general John Sedgwick, que queria atingir a retaguarda das tropas do general Robert Edward Lee. Após a morte de Stonewall Jackson em 10 de maio, Lee reorganizou seu exército de dois para três corpos de exército. Anderson era admirado por Lee o suficiente para ser lembrado para o comando de um desses corpos, mas sua divisão foi designada para integrar o novo Terceiro Corpo, comandado agora pelo tenente-general A.P. Hill, que ultrapassou hierarquicamente Anderson e era um dos generais seniores do exército. Após a reorganização, Anderson manteve a maior parte de seu comando existente exceto a brigada do brigadeiro-general Lewis Armistead, que foi transferida para a divisão do George Pickett.

### Gettysburg
Na Batalha de Gettysburg em julho de 1863, a divisão de Anderson era a terceira na linha de marcha se aproximando da cidade pelo oeste em 1 de julho, chegando assim atrasada e teve pouca participação no início da batalha.
Em 2 de julho, o segundo dia da batalha, a divisão de Anderson atacou perto do centro da União, na sequência de ataques por Longstreet (as divisões do majores-generais John Bell Hood e McLaws) à sua direita. A direita de Anderson atacou com sucesso a divisão do III Corpo de exército do general de brigada da União Andrew A. Humphreys ao longo da Emmitsburg Road. Seu centro, sob o comando de Ambrose R. Wright, penetrou na frágil defesa de Cemetery Ridge. Carnot Posey moveu-se hesitante e William Mahone não deixou totalmente Seminary Ridge. Os reforços da União que foram mandados às pressas para combater Wright foram repelidos. Anderson foi criticado por seu comando durante este dia da batalha. Teve pouco controle efetivo das suas brigadas. Em 3 de julho, as brigadas de Anderson pouco participaram dos minutos finais da Carga de Pickett, mas ambas foram rechaçadas.

### Wilderness e Spotsylvania

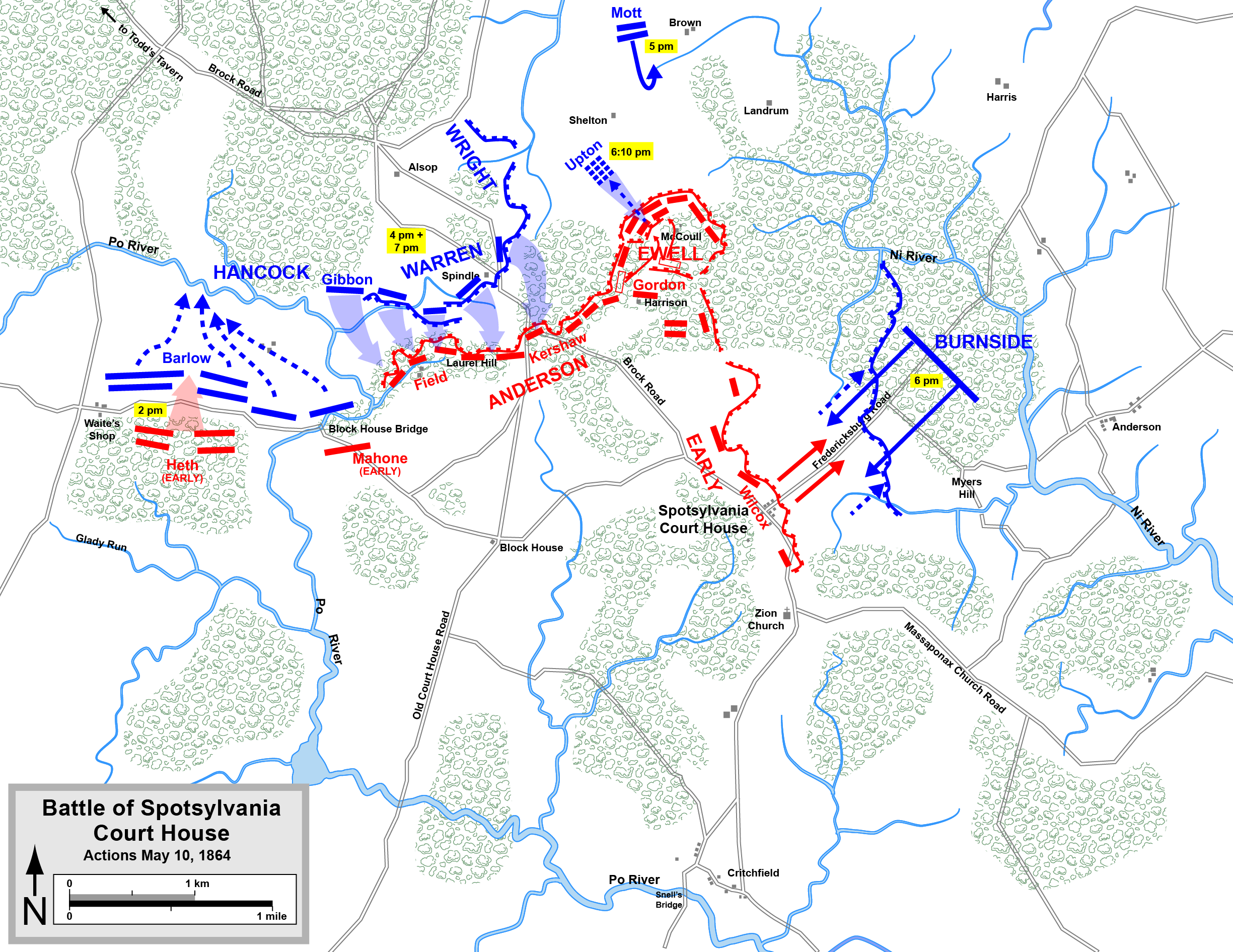
Batalha de Spotsylvania Court House, ações de 10 de maio de 1864
Confederados
União

Durante a primavera de 1864, na Batalha do Wilderness, Longstreet foi gravemente ferido e Anderson assumiu o comando do Primeiro Corpo de exército, dirigindo-o ao longo da Campanha Overland. Depois de Wilderness, teve um bom desempenho na Batalha de Spotsylvania Court House. Anderson e seu corpo de exército realizaram uma marcha forçada noturna em 7 de maio, garantindo para o exército confederado uma posição importante (anteriormente ocupado pela cavalaria confederada), pouco antes da chegada dos soldados da União. Com a bem sucedida defesa do local durante os combates pesados de 8–12 de maio, impediu que os Federais contornassem o exército de Lee em direção a Richmond.
Anderson depois lutou na Batalha de Cold Harbor no início de junho, e participou do restantes das operações do Exército da Virgínia do Norte ao sul de Petersburg, Virgínia, de meados de junho até outubro. Anderson foi promovido temporariamente a tenente-general em 31 de maio.
Quando Longstreet retornou de sua convalescença em 19 de outubro de 1864, Anderson voltou ao posto de major-general, mas comandou o recém-criado Quarto Corpo de exército no Cerco de Petersburg e na retirada para Appomattox Court House em 1865. Devido aos diversos ataques da cavalaria federal realizados contra o seu corpo de exército, Anderson foi forçado a diminuir a marcha e até mesmo parar de vez em quando para repelir os ataques. Isso fez com que os confederados fossem ficando cada vez mais isolados do restante do exército de Lee que se movia para oeste, e acabou por se tornar a retaguarda do exército. O corpo de exército finalmente parou e lutou na Sayler's Creek em 6 de abril, que terminou em derrota, e ao testemunhá-la Lee exclamou "o Exército foi dissolvido?" Quando os sobreviventes do corpo de exército novamente foram reunidos, o que restou do Quarto Corpo foi fundido com o Segundo Corpo de exército em 8 de abril. Isto deixou Anderson sem um comando e retornou então para a Carolina do Sul. Anderson foi perdoado em 27 de setembro de 1865, embora não haja registro de sua liberdade condicional.

## Carreira pós-guerra e morte
Após a guerra Anderson se tornou um agricultor em Stateburg de 1866 a 1868, na tentativa de cultivar algodão. Não tendo qualquer experiência no ramo, esse esforço acabou em falência. Tornou-se então um trabalhador e, mais tarde um agente da Ferrovia Carolina do Sul, trabalhando em Camden de 1868 a 1878. Porém, Anderson foi demitido de seu cargo, e foi trabalhar como um inspetor/agente estadual da Carolina do Sul na extração de fosfato, em 1879.
Anderson casou duas vezes. Em 1850 casou com Sarah Gibson, e o casal teve duas crianças, um filho e uma filha; depois a morte de sua primeira esposa se casou com Martha Mellette em 24 dezembro de 1874. Cinco anos depois, Anderson morreu com a idade de 57 anos em Beaufort, Carolina do Sul, e está sepultado no cemitério da Igreja Episcopal de Santa Helena, na mesma cidade.

## Leituras adicionais
- Rickard, J. Richard Heron Anderson, 1821-1879.
- Walker, Cornelius Irvine. The Life of Lieutenant General Richard Heron Anderson. Charleston, SC: Art Publishing Co., 1917. OCLC 288035595.